# Elephant Encyclopedia
Elephant Encyclopedia (tidigare Absolut Elephant Website) är en webbplats grundad 1995 av elefantkonsult Dan Koehl, vilken använder ett stort antal externa källor för att utgöra en webbportal, och vetenskaplig referens om elefanter, deras liv, sjukdomar, och relation till människan i historiskt perspektiv, och inom modern nutida djurhållning, träning, avel och vetenskaplig forskning. Elephant Encyclopedia används som referens för vetenskapliga publikationer, av journalister, djurskyddsorganisationer och elefantintresserade personer från Sverige, övriga Europa och hela världen.

## Om webbplatsen
Webbplatsen startades 1995 som världens första webbplats[källa behövs] med generell information om elefanter, vilken utökades med sektioner som glossary (ordbok) och en FAQ (Vanliga frågor om elefanter), samt sidor om evolution och taxonomi, elefanters anatomi, sjukdomar, skötsel, träning och avel. Webbplatsen flyttades 8 april 1996 till domänen elephant.se. Efter 2001 tillkom med inspiration från Wikipedia och andra wikis recent changes (senaste ändringarna) där uppdateringar om sidor och individer presenteras fortlöpande.

## Forskning
Kort tid efter skapandet av webbplatsen Elephant Encyclopedia startade Koehl Elephant Listserver, båda under 1995 i samarbete med Elephant Research Foundation och dess grundare, zoologen Jeheskel Shoshani (1943–2008), som via sin forskning vid Wayne State University i Detroit, Michigan, om bland annat elefanters evolution, bidrog till uppbyggnaden av en FAQ-sektion och zoologisk forskning på webbplatsen Elephant Encyclopedia.

## Databas
Sedan 2006 har webbplatsen programmerats i PHP och kompletterats med en MySQL databas med individer av elefantdjur, lokala organisationer och privata ägare av elefanter, naturområden med vilda elefanter, samt enskilda forskningsprojekt där elefanter ingår. 
Särskilt databasen har uppmärksammats i Sverige av bland andra Dagens Nyheter,  Sveriges Radio och etnologen Ingvar Svanberg, men i större utsträckning internationellt när den har använts såväl av naturorganisationer som IUCN, inom DNA-studier av elefanter  som inom forskning inom elefanters herpesvirus,  och om elefanters motståndskraft mot cancersjukdomar, vilket kan komma att utgöra en hjälp inom cancerforskning för bekämpning av cancer inom human sjukvård.